# Eulàlia Barrière Figueroa
Eulàlia (Lali) Barrière Figueroa (Barcelona, 1964) és una música, matemàtica, professora universitària i investigadora espanyola que analitza les relacions entre les matemàtiques, l'art i la tecnologia.

## Biografia
Llicenciada en Matemàtiques per la Universitat de Barcelona es va doctorar a la Universitat Politècnica de Catalunya (UPC). És professora de la UPC a l'Escola d'Enginyeria de Telecomunicació i Aeroespacial de Castelldefels (EETAC) i al Centre de la Imatge i la Tecnologia Multimèdia (CITM) de Terrassa, tots dos dependents de la UPC. Desenvolupa la seva recerca entorn de la teoria de grafs, els algoritmes de comunicació i la geometria combinatòria. Des del 2019 investiga les relacions existents entre les matemàtiques, l'art i la tecnologia, i forma part del professorat del Màster en Innovació Audiovisual i Entorns Interactius de la BAU.
Des del 2008 que s'interessa per les aplicacions creatives de la programació. En aquesta àrea, ha participat en diversos projectes, entre els quals destaquen: Lykt (2018), una performance multisensorial (Lali Barrière, colors; Ferran Fages, so; i Yolanda Uriz, olors); Sediment (2017-2018), un duet audiovisual amb el músic Ferran Fages; la programació de la interfície gràfica per al projecte GeMuSe (2016) d'Iván Paz; i Genera Esfera amb Anna Carreras, una instal·lació interactiva presentada al Festival MIRA l'any 2015. Barrière també ha impartit tallers amb la intersecció d'art i ciència com a tema principal. Com a música, ha participat al Festival Sónar (Barcelona, 2003), al Zarata fest (Bilbao, 2011, 2012 i 2013) i a la BCN ImproFest 2012, en aquest cas amb Alfredo Costa Monteiro i Ruth Barberá, entre d'altres actuacions.